# Southampton Castle
Southampton Castle är ett slott i Storbritannien.   Det ligger i kommunen City of Southampton och riksdelen England, i den södra delen av landet, 110 km sydväst om huvudstaden London. Southampton Castle ligger 14 meter över havet.
Terrängen runt Southampton Castle är platt. En vik av havet är nära Southampton Castle åt sydost.  Närmaste större samhälle är Southampton, 0,38 km norr om Southampton Castle. 